# Ilze Bērziņa
Ilze Bērziņa est une joueuse d'échecs lettonne née le 4 janvier 1984 à Riga. Quatre fois championne de Lettonie, elle a le titre de grand maître international féminin depuis 2009.
Au 1er avril 2023, elle est la numéro quatre lettonne avec un classement Elo de 2 165 points,.

## Biographie et carrière
Ilze Bērziņa remporta la médaille de bronze au championnat d'Europe des moins de 14 ans en 1998. Elle fut vice-championne du monde de parties rapides chez les filles de 12 ans et moins en 1996.
Elle a remporté le championnat féminin de Lettonie à quatre reprises : en 2004, 2008, 2012 (7 points sur 9) et 2019 avec 6,5 points sur 7. 
Elle a représenté la Lettonie lors de onze olympiades : en 1998 et 2000 puis de 2004 à 2022. Elle jouait au deuxième échiquier en 2006, 2018 et 2022 et remporta la médaille de bronze au troisième échiquier en 2010 avec 9 points marqués en 11 parties.